# 부여의 국왕 목록
다음은 부여를 다스린 역대 임금의 연대표이다.

### 부여의 역대 국왕
| 왕호                                                                          | 이름           | 재위기간                        | 비고 |
| ----------------------------------------------------------------------------- | -------------- | ------------------------------- | --- |
| 동명왕(東明王)                                                                | 동명(東明)     | ? ~ ?                           | 역사학계는 《논형》에 따라, 동명이 탁리국을 탈출하여 기원전 2세기경에 길림 일대에 부여를 건국했다고 보고 있다.                                     |
| 해모수왕                                                                      | 모수           | 기원전 59년~ ?                  | 《삼국사기》에 따르면 부여는 해모수가 건국했다고 한다. 《삼국유사》에는 해모수가 기원전 59년 북부여를 건국했다고 되어 있다.                        |
| 해부루왕(解夫婁王)                                                            | 부루(解夫婁)   | ? ~ 기원전 60년 경              | 해모수의 아들로서 단군의 후손이라는 설이 있다. |
| 금와왕(金蛙王)                                                                | 금와(金蛙)     | 기원전 60년 경 ~ 기원전 20년 경 | 해부루의 아들이자 대소왕의 아버지이다. 주몽의 양아버지이다.                                                                                        |
| 대소왕(帶素王)                                                                | 대소(帶素)     | 기원전 20년 경 ~ 서기 22년      | 금와왕의 6남 중 장남이다. 고구려의 대무신왕에게 패하여 죽음을 당했다.                                                                              |
|                                                                               |                |                                 | |
| 불명                                                                          | 불명           | ?                               | 건무 25(서기 49년) 후한에 조공을 보냄. |
|                                                                               |                |                                 | |
| 시왕(始王)                                                                    | 시(始)         | ?                               | 여러 구절에 등장하는 "夫余王始"라는 구절이 부여왕 시라고도 해석되며 부여의 왕이 비로소 라는 뜻으로 해석될수 있다.                                  |
| 위구태(尉仇台)                                                                | 위구태(尉仇台) | ?                               | 후한서에 등장하는 위구태. 아래의 위구태(삼국지에 등장)와는 다른 인물일 가능성이 높다.                                                              |
| 부태왕(夫台王)                                                                | 부태(夫台)     | ?, 2세기                        | 후한과 직접 무역을 하다가 마찰이 생겨 서기 167년 현도성을 공격했다.                                                                                |
| 위구태왕(尉仇台王)                                                            | 위구태(尉仇台) | ?, 2세기                        | 후한 요동태수 공손탁의 딸을 부인으로 맞이했다. 위의 위구태(후한서에 등장)와는 다른 인물일 가능성이 높다. 대방 땅에 백제를 처음 세웠다는 설도 있다. |
| 간위거왕(簡位居王)                                                            | 간위거(簡位居) | ?, 2세기 ~ 3세기                | 위구태왕의 뒤를 이어 왕이 되었다. |
| 마여왕(麻余王)                                                                | 마여(麻余)     | ?, 3세기                        | 간위거왕의 서자로서 왕이 되었다. |
| 의려왕(依慮王)                                                                | 의려(依慮)     | ? ~ 285년                       | 마여왕이 일찍 죽자 6살의 어린 나이에 왕이 되었다. 서기 285년 선비족 모용외의 침략을 받아 크게 패하여 자살했다.                                     |
| 의라왕(依羅王)                                                                | 의라(依羅)     | 286년 ~ ?                       | 모용외를 피해 옥저로 피신해 있다가 의려왕의 뒤를 이어 왕이 되었다.                                                                                 |
| 현왕(玄王)                                                                    | 현(玄)         | ? ~ 346년                       | 부여의 실질적인 마지막 왕이다. 의라왕의 뒤를 이어 왕이 되었으나 서기 346년 전연의 모용황에게 패하여 포로로 끌려갔다.                               |
| 불명                                                                          | 해씨(解氏)     | ? ~ ?                           | 잔왕과의 관계는 알려져있지 않다. 서기 457년 북위에 조공을 보냈다. 잔왕과 동일인물일 가능성 있음.                                                   |
| 잔왕(孱王)                                                                    | 해씨(解氏)     | ? ~ 494년                       | 여울왕과의 관계는 알려져있지 않다. 부여의 마지막 왕으로 기록된 인물이다. 고구려 문자명왕 3년(서기 494년) 나라를 고구려에 바치고 투항하였다.        |
| 《삼국사기》(三國史記), 후한서(後漢書), 《삼국지》(三國志), 진서(晉書)에 의거 |                |                                 | |

#### 갈사국의 역대 국왕
- 갈사국은 부여에서 갈라져 나옴.

| 왕호                                                                          | 이름       | 재위기간       | 비고 |
| ----------------------------------------------------------------------------- | ---------- | -------------- | --- |
| 갈사왕(曷思王)                                                                | 해씨(解氏) | 서기 22년 ~ ?  | 금와왕의 6남 중 막내이다. 대소왕이 죽자 부여를 벗어나 새로 갈사부여를 세웠다.                                |
| 왕명 미상                                                                     | 해씨(解氏) | ? ~ ?          | 갈사왕의 아들이자 도두왕의 아버지이다. 갈사부여의 2대왕이다.                                                 |
| 도두왕(都頭王)                                                                | 도두(都頭) | 서기 68년 전후 | 갈사왕의 손자이다. 갈사부여의 3대 마지막 왕이다. 고구려의 태조대왕에게 나라를 바치고 우태라는 벼슬을 받았다. |
| 《삼국사기》(三國史記), 후한서(後漢書), 《삼국지》(三國志), 진서(晉書)에 의거 |            |                | |